# Edmund Ulmann
Edmund Ulmann fu un costruttore tedesco di automobili.

## Storia
Edmund Ulmann fondò nel 1895 l'azienda che porta il suo nome per la commercializzazione di veicoli a motore. La sede della società fu in Kurfürstendamm 55 a Berlino. Più tardi iniziò la importazione di Oldsmobile. Nel 1903 iniziò la produzione di automobili. La marca fu Ulmann. Nel 1904 la produzione cessò.

## Autoveicoli
L'azienda fabbricò solo un modello. Derivato dalla Oldsmobile Curved Dash. Per la propulsione utilizzò un motore De Dion-Bouton da 12 HP.
Nel marzo 1903 Ulmann presentò alla Deutschen Automobilausstellung di Berlino accanto a una Oldsmobile una autocostruita Phaeton, consigliata in second'ordine.